# Давиденко (село)
Давиденко (рос. Давыденко) — село у Ачхой-Мартановському районі Чечні Російської Федерації.
Населення становить 1890 осіб (2019). Входить до складу муніципального утворення Давиденковське сільське поселення .

## Географія
Село Давиденко розташоване на відстані 12 кілометрів від районного центру Ачхой-Мартанова.

## Історія
Село було засноване переселенцями з України. Належить до українських поселень Терщини.
Згідно із законом від 14 липня 2008 року органом місцевого самоврядування є Давиденковське сільське поселення.

## Населення
| 1990  | 2002  | 2010  | 2012  | 2013  | 2014  | 2015  |
| ----- | ----- | ----- | ----- | ----- | ----- | ----- |
| 1106  | ↗1529 | ↗1702 | ↗1748 | ↗1780 | ↗1785 | ↗1789 |
| 2016  | 2017  | 2018  | 2019  |       |       |       |
| ↗1805 | ↗1842 | ↗1860 | ↗1890 |       |       |       |